# Горенє Медведє Село
Горенє Медведє Село (словен. Gorenje Medvedje selo) — поселення в общині Требнє, регіон Південно-Східна Словенія, Словенія.